# Bengt Djurberg
Bengt Ludvig Djurberg (23. juli 1898 i Stockholm - 2. november 1941 smst) var en svensk skuespiller og sanger.

## Filmografi (udvalg)
- 1939 – Mot nya tider .... Johan Dahlberg
- 1939 – Sjöcharmörer .... Kaptein Forssing
- 1937 – Skicka hem nr. 7 ... Bertil Bevert
- 1936 – Familjen som var en karusell .... Ernst Andersson
- 1936 – 33.333 .... Tore Fredin
- 1935 – Ebberöds bank .... John Andrews
- 1933 – Två man om en änka .... Paul Rosencrona
- 1933 – Bomans pojke .... Gösta Boman
- 1932 – Pojkarna på Storholmen .... Bertil Frigård
- 1932 – Vi som går kjøkkenveien .... Gunnar Andersson
- 1931 – Skepparkärlek .... Erik Jerker Norman
- 1931 – En kärleksnatt vid Öresund .... Gunnar Ohlson
- 1930 – Fridas visor .... Åke Brunander
- 1929 – Den starkaste .... Gustaf
- 1928 – Cafe X .... Karl Kraft, journalist
- 1928 – Gustaf Wasa del II .... Rasmus Jute
- 1927 – Troll-Elgen .... Hans Trefothaugen
- 1926 – Ebberöds bank .... Viggo
- 1925 – Karl XII (film) .... Sven Björnberg
- 1919 – Sången om den eldröda blomman